# Browser-Hijacker
Browser-Hijacker sind kleine Programme, welche die Einstellungen des Browsers manipulieren, um Seitenaufrufe (etwa die Startseite) und Suchanfragen auf bestimmte Webseiten umzuleiten.

## Verbreitung
Browser-Hijacker gehören meist zur Kategorie der sogenannten Malware, die sich häufig ohne Wissen des Benutzers im Hintergrund installieren, oft durch Ausnutzung von Sicherheitslücken in der Browsersoftware. Seltener werden sie auch mit Zustimmung des Benutzers von Adware installiert, um Werbung einzublenden.
Betroffen von diesen Schädlingen sind überwiegend die Benutzer des Microsoft Internet Explorer unter Microsoft Windows, allerdings können auch alternative Browser wie Firefox, Opera oder Google Chrome unter Windows betroffen sein.
Kostenlose Programme wie beispielsweise Spybot – Search & Destroy (für Windows) oder Adware Medic (für Mac OS-X) ermöglichen es auch weniger erfahrenen Computer-Benutzern, ihren PC von diesem Schädling zu säubern. Erfahrenere Windows-Benutzer können auch mit dem kostenlosen Analyse-Programm HijackThis die Registry ihres Rechners auf Befall prüfen.
Auch Mac-Nutzer sind nicht vor Schädlingen sicher, die Malware Conduit entführt den Webbrowser Apple Safari und verstellt die Standardsuchmaschine auf Bing um, welche auch gleichzeitig die neue Startseite wird. Dasselbe gilt für alle alternativen Browser unter Mac OS, Conduit entführt auch diese.

## Beispiele verbreiteter Browser-Hijacker

### Awesomehp
Awesomehp verbreitet sich über scheinbar kostenfrei heruntergeladene Vollversionen von Software und über vermeintliche Aktualisierungspakete bekannter Windows-Erweiterungen (z. B. Java, Flash). Nach der ungewollten Installation dieser Adware werden in allen installierten Webbrowsern die Startseite, die Neuer-Tab-Seite und die Standard-Suchmaschine dahingehend verändert, dass diese auf www.awesomehp.com verweisen. Diese optisch an bekannte Suchmaschinen angepasste Website verweist auf weitere Adware und Spyware, speichert Werbe-Cookies und blendet überflüssige Anzeigen ein. Dieser Hijacker lässt sich mit Hilfe entsprechender Software wieder entfernen. Eine Schwierigkeit stellt allerdings die Wiederherstellung aller manipulierter Programm-Startverknüpfungen dar.

### NationZoom
NationZoom ist ein Browser-Hijacker, der alle installierten Webbrowser dahingehend manipuliert, dass als Startseite und als Standard-Suchmaschine die Website www.nationzoom.com eingerichtet wird. Ebenfalls wird beim Öffnen eines neuen Tabs die Hijacker-Zielseite aufgerufen. Diese Suchmaschine verweist zum Teil auf unseriöse Werbeangebote im Internet, setzt Cookies für Provisionsabrechnungen bei Online-Käufen und streut Werbelinks in die Suchergebnisliste. Eine Verbreitung dieser Adware findet überwiegend innerhalb der Installationsroutinen von Free- und Shareware-Programmen statt, weshalb während der gesamten Installation immer genau geschaut werden muss, welche Kästchen angekreuzt sind und welche Installationen und Abfragen man bestätigt.